# 구루시마 해협

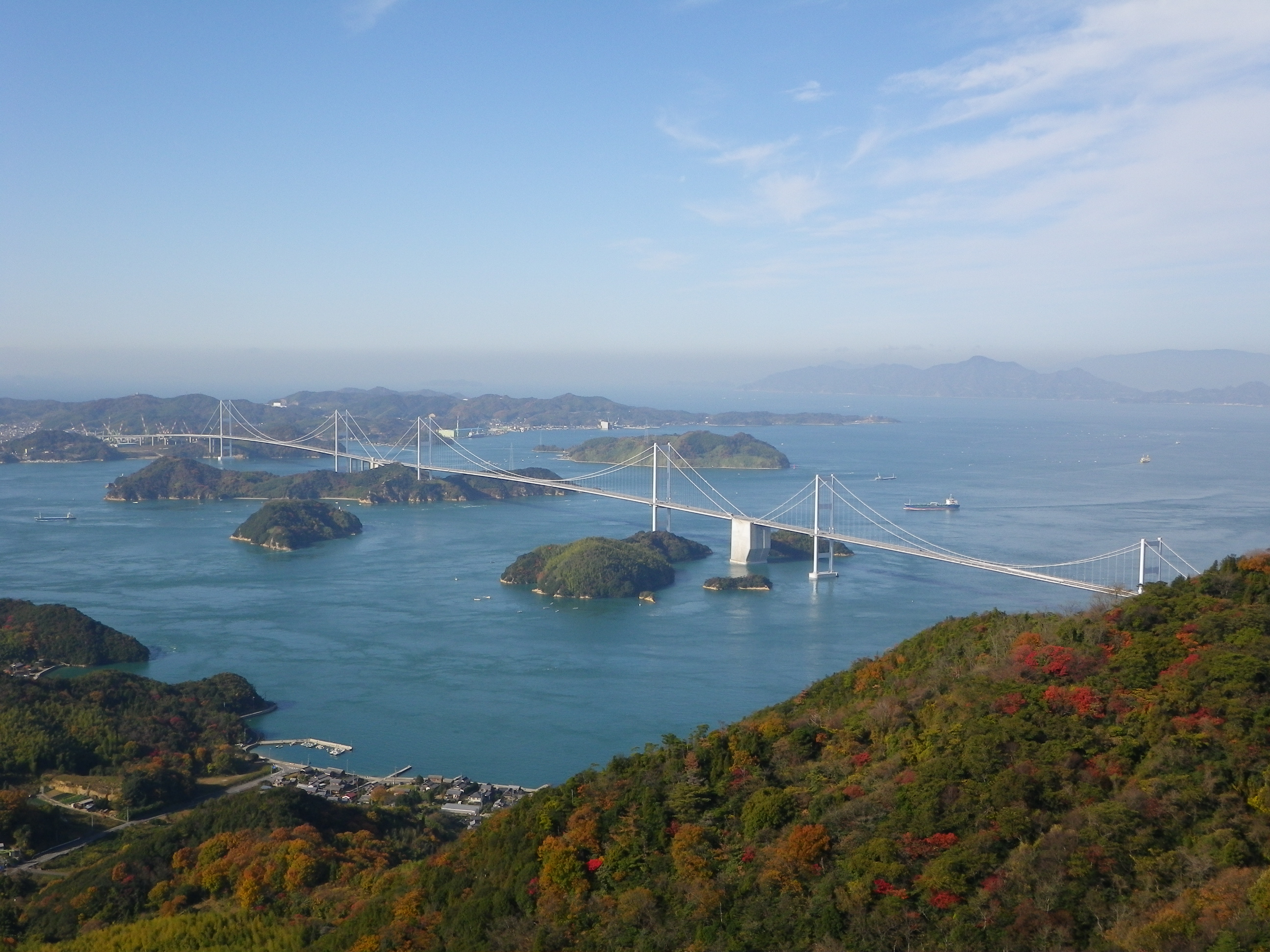

구루시마 해협(일본어: 来島海峡)은 일본 세토 내해(瀬戸内海) 중부, 에히메현(愛媛県) 이마바리시(今治市)와 그 가운데의 오오시마(大島) 사이, 서쪽으로 이쓰키나다(斎灘)에서 동쪽으로 히우치나다(燧灘) 사이의 해협을 가리킨다. 부근 일대는 세토 내해 국립공원(瀬戸内海国立公園)에 속하며, 이토야마 공원(糸山公園)을 비롯한 경승지들이 분포해 있다. 또한 오오시마의 기로 산(亀老山) 꼭대기의 전망대에서 내려다보는 구루시마 해협의 저녁노을은 일본의 관광 홍보 책자 및 사진에 자주 등장하고 있는 명소이다.
해협 부근에는 섬이 많으며 고대로부터 대형 선박이 이 해협을 거치게 되어 있는데 「첫째는 구루시마, 둘째는 나루토(鳴門), 셋째 밑으로는 우마세키세토(馬関瀬戸)」(一に来島、二に鳴門、三と下って馬関瀬戸)라는 말이 있을 정도로 유속이 빠르고 뱃길이 험한 곳으로 알려져 있다. 조류가 빠르고 작은 섬들의 영향으로 어느 곳보다 복잡한 물의 흐름과 그 유속이 험하고 빨라(유속은 때로는 10노트에 이르기도) 나루토 해협(鳴門海峡)・간몬 해협(関門海峡)과 함께 일본의 3대 급조(急潮)로 꼽힌다.
이 해협을 끼고 일본 혼슈(本州)에서 제1, 제2, 제3 순으로 니시세토 차도(西瀬戸自動車道, 통칭 세토우치 시마나미 해도瀬戸内しまなみ海道)의 구루시마 해협 제1～제3 대교(大橋)가 가설되어 있다. 이들 세 다리가 세 줄의 현수교를 이룬다. 통칭 구루시마 해협 대교(来島海峡大橋)로도 불린다.
다리들은 자동차, 보행자 도로가 설치되어 있고 통행료 없이 도보로도 건너 갈 수 있다. 다리 위에서 웅대한 구루시마 해협의 전경이나 거대한 선박이 다리 아래를 지나는 것을 볼 수 있으며 워크 이벤트도 개최된다. 오토바이, 스쿠터도 유료 통행이 가능하다.
구루시마 해협은 외국 선박을 포함해 크고 작은 배들이 드나드는 곳으로 그 통항량(通航量)은 하루에 약 1,200척이 넘는다. 또한 그 사이를 잇는 이마바리 시모다스이 페리(下田水フェリー) 등도 운항되며 늦봄에는 짙은 안개가 끼기도 한다.
해협 사이에 끼어 있는 작은 섬(우마 섬, 무시 섬 등)에 따라 구루시마노세토(来島ノ瀬戸), 니시스이도(西水道), 나카스이도(中水道), 히가시스이도(東水道)의 네 가지 물길로 분류되며, 모두 좁을 뿐 아니라 심하게 굽어 있다. 우마 섬(馬島)과 오시마(小島) 사이의 「니시스이도」、우마 섬과 나카토 섬(中渡島) 사이의 「나카스이도」는 이곳을 오가는 대형 선박들이 항해의 안전을 확보하기 위해, 조류 흐름을 따라 통항 경로를 바꾸곤 했다. 배가 조류를 따라 흐르듯이 갈(순류) 경우는 짧고 굴곡이 적은 나카스이도를, 조류를 거슬러 항해할 경우(역류) 니시스이도를 따라 가게 되어 있는, 「순중역서(順中逆西)」라는 이 특이한 항법은 일본해상교통안전법에도 규정되어 있는 것으로 조류 방향이 북쪽으로 향하는 경우 통상 지나는 길의 오른쪽, 남쪽으로 향하는 경우 왼쪽으로 통행하는 형태로 이런 방식을 채택한 것은 세계에서 일본이 유일하다.
이러한 복잡한 항행 규칙 때문에 구루시마 해협에는 다섯 곳의 조류신호소가 설치되어 있다. 조류의 방향 등의 정보를 항해하는 선박에 제공하는 것으로 전광 게시로 조류 상황을 알려주는 전광판식 조류 신호소도 두 곳이 있어 구루시마 해상교통센터에서 레이다로 항해 상황을 상시 감시하고 있다. 나카토 섬 신호소의 경우는 1909년(메이지 42년)에 구루시마 해협에서 최초로 설치된 역사적 시설로 일본에서 가장 최근까지 처음 설치될 때와 같은 완목식(腕木式) 조류신호기가 남아 있었으나 상세한 해류 정보 제공을 위해 전광표시 시스템을 통일하기로 결정, 2012년 3월 26일자로 폐지되었다. 그 뒤 이마바리 시에서 보존을 검토하고 있다.